# Japon aux Jeux olympiques d'hiver de 1956
Cet article contient des informations sur la participation et les résultats du Japon aux Jeux olympiques d'hiver de 1956, qui ont eu lieu à Cortina d'Ampezzo en Italie. 
Chiharu Igaya remporte la première médaille du Japon lors des Jeux olympiques d'hiver.

## Médaillés
| Médaille | Nom           | Sport     | Épreuve       |
| -------- | ------------- | --------- | ------------- |
| Argent   | Chiharu Igaya | Ski alpin | Slalom hommes |

## Résultats

### Ski alpin

#### Hommes
| Athlète         | Épreuve      | Course 1     | Course 1 | Course 2     | Course 2 | Total        | Total             |
| Athlète         | Épreuve      | Temps        | Rang     | Temps        | Rang     | Temps        | Rang              |
| --------------- | ------------ | ------------ | -------- | ------------ | -------- | ------------ | ----------------- |
| Chiharu Igaya   | Descente     |              |          |              |          | Disqualifié  | –                 |
| Susumu Sugiyama | Descente     |              |          |              |          | 3 min 39 s 1 | 28                |
| Susumu Sugiyama | Slalom géant |              |          |              |          | 3 min 40 s 8 | 45                |
| Chiharu Igaya   | Slalom géant |              |          |              |          | 3 min 15 s 6 | 11                |
| Susumu Sugiyama | Slalom       | 1 min 51 s 0 | 38       | 2 min 26 s 0 | 37       | 4 min 17 s 0 | 33                |
| Chiharu Igaya   | Slalom       | 1 min 30 s 2 | 6        | 1 min 48 s 5 | 2        | 3 min 18 s 7 | Médaille d'argent |

### Ski de fond

#### Hommes
| Épreuve | Athlète      | Course        | Course |
| Épreuve | Athlète      | Temps         | Rang   |
| ------- | ------------ | ------------- | ------ |
| 15 km   | Tatsuo Miyao | 56 min 59     | 48     |
| 30 km   | Tatsuo Miyao | 1 h 55 min 40 | 28     |
| 50 km   | Tatsuo Miyao | 3 h 25 min 47 | 25     |

### Combiné nordique
Épreuves:
- Ski de fond pendant 15 km
- saut à ski sur tremplin normal (Trois sauts, les deux sauts sont comptabilisés et visibles ci-dessous.)

| Athlète           | Épreuve    | Saut à ski | Saut à ski | Saut à ski | Saut à ski | Ski de fond     | Ski de fond | Ski de fond | Total           | Total |
| Athlète           | Épreuve    | Distance 1 | Distance 2 | Points     | Rang       | Temps           | Points      | Rang        | Points          | Rang  |
| ----------------- | ---------- | ---------- | ---------- | ---------- | ---------- | --------------- | ----------- | ----------- | --------------- | ----- |
| Hiroshi Yoshizawa | Individuel | 69,5 m     | 76,5 m     | 210,5 pts  | 5          | N'a pas terminé | –           | –           | N'a pas terminé | –     |
| Koichi Sato       | Individuel | 68,0 m     | 65,5 m     | 191,5 pts  | 23         | 1 h 08 min 21   | 193,400 pts | 35          | 384,900 pts     | 33    |

### Saut à ski
| Athlète           | Épreuve         | Saut 1   | Saut 1    | Saut 1 | Saut 2   | Saut 2   | Saut 2 | Total     | Total |
| Athlète           | Épreuve         | Distance | Points    | Rang   | Distance | Points   | Rang   | Points    | Rang  |
| ----------------- | --------------- | -------- | --------- | ------ | -------- | -------- | ------ | --------- | ----- |
| Koichi Sato       | Tremplin normal | 68,0 m   | 91,0 pts  | 36     | 66,0 m   | 87,5 pts | 41     | 178,5 pts | 39    |
| Hiroshi Yoshizawa | Tremplin normal | 80,5 m   | 106,5 pts | 9      | 74,0 m   | 98,5 pts | 18     | 205,0 pts | 13    |

### Patinage de vitesse

#### Hommes
| Épreuve  | Athlète              | Course        | Course |
| Épreuve  | Athlète              | Temps         | Rang   |
| -------- | -------------------- | ------------- | ------ |
| 500 m    | Kiyotaka Takabayashi | 43 s 6        | 30     |
| 500 m    | Taketsugu Asazaka    | 43 s 1        | 22     |
| 500 m    | Yoshitaki Hori       | 42 s 8        | 17     |
| 500 m    | Shinkichi Takemura   | 42 s 4        | 11     |
| 1 500 m  | Yoshiyasu Gomi       | 2 min 19 s 2  | 39     |
| 1 500 m  | Shinkichi Takemura   | 2 min 18 s 3  | 36     |
| 1 500 m  | Yoshitaki Hori       | 2 min 15 s 9  | 23     |
| 1 500 m  | Taketsugu Asazaka    | 2 min 15 s 4  | 21     |
| 5 000 m  | Yoshitaki Hori       | 8 min 53 s 5  | 46     |
| 5 000 m  | Taketsugu Asazaka    | 8 min 23 s 6  | 28     |
| 5 000 m  | Toshiyasu Gomi       | 8 min 22 s 2  | 27     |
| 10 000 m | Yoshiyasu Gomi       | 17 min 35 s 9 | 23     |
| 10 000 m | Taketsugu Asazaka    | 17 min 35 s 3 | 22     |